# Montijo (Portugal)
Montijo es una ciudad portuguesa perteneciente al distrito de Setúbal, región de Lisboa, Gran Área Metropolitana de Lisboa y subregión de la Península de Setúbal, con cerca de 26 500 habitantes.
Es sede de un municipio con 347,35 km² de área y 55 689 habitantes (2021), subdividido en 5 freguesias. Es uno de los pocos municipios de Portugal territorialmente discontinuos y es precisamente en el que este fenómeno es más acusado (otros municipios portugueses territorialmente descontinuos son: Aveiro (por Ría de Aveiro), Oliveira de Frades y Vila Real de Santo António). La porción principal de Montijo, donde se sitúa la ciudad de Montijo, es la más pequeña, pero más poblada y limitada al norte y al este con los municipios de Alcochete, al sureste con Palmela, al suroeste con Moita y al noroeste se enlaza con los municipios de Lisboa y de Loures a través de estuario del Tajo (río Tajo). La porción secundaria, en el interior y más grande en área, pero menos populosa, cerca de 20 km al este, limita al noreste con Coruche, al este con Montemor-o-Novo, al sureste con Vendas Novas, al suroeste por Palmela y al noroeste con Benavente. Hasta 1930 se llamó Aldeia Galega do Ribatejo.

## Demografía
| Gráfica de evolución demográfica de Montijo entre 1849 y 2021 |
|                                                               |
| Datos según el nomenclátor publicado por el INE portugués.    |

## Freguesias
Las freguesias de Montijo son las siguientes:
- Atalaia e Alto Estanqueiro-Jardia
- Canha
- Montijo e Afonsoeiro
- Pegões
- Sarilhos Grandes

## Historia
El origen del municipio se remonta al 15 de septiembre de 1514, día en el que le fue otorgado el derecho foral por el rey Manuel I. Antes, en 1930, la sede del concelho se llamaba Aldeia Galega do Ribatejo (o simplemente Aldeia Galega), pasando, a partir de entonces, a denominarse Montijo. Fue elevado a la categoría de ciudad en 1985.
El nuevo puente sobre el Tajo, llamado Puente Vasco da Gama fue inaugurado en marzo de 1998, uniendo Montijo con Sacavém.